# Браунсбергская наступательная операция
Браунсбергская наступательная операция — наступательная операция Земландской группы войск и войск 3-го Белорусского фронта, проведённая в период с 13 по 29 марта 1945 года. Именуется также как Уничтожение Восточно-Прусской группировки противника юго-западнее города Кёнигсберг.

## Цель операции
Силами 6-ти армий 3-го Белорусского фронта и 1-й армии Земландской группы войск, при поддержке авиации 1-й и 3-й воздушных армий с воздуха, Балтийского флота со стороны моря, нанести сокрушительное поражение Восточно-Прусской группировке противника юго-западнее города Кёнигсберг и уничтожить её.

## Силы сторон

### Нацистская Германия
Действовавшая против советских войск 4-я армия (генерал пехоты Фридрих-Вильгельм Мюллер) из состава Группы армий «Север»:
| - - 18-я моторизованная дивизия; - 61-я пехотная дивизия; - 131-я пехотная дивизия. |

| - - 50-я пехотная дивизия; - 83-я пехотная дивизия; - 170-я пехотная дивизия; |

### СССР
Земландская группа войск:
| - 11-я гвардейская армия (гвардии генерал-полковник Галицкий, Кузьма Никитович ): - 8-й гвардейский стрелковый корпус: - 5-я гвардейская стрелковая дивизия; - 26-я гвардейская стрелковая дивизия; - 83-я гвардейская стрелковая дивизия; - 16-й гвардейский стрелковый корпус: - 1-я гвардейская стрелковая дивизия; - 11-я гвардейская стрелковая дивизия; - 31-я гвардейская стрелковая дивизия; - 36-й гвардейский стрелковый корпус: - 16-я гвардейская стрелковая дивизия; - 18-я гвардейская стрелковая дивизия; - 84-я гвардейская стрелковая дивизия; - отдельные части армии: 149 пабр, 2 пап ОМ, 523 кап, (16 гв. ск), 1093 кап (8 гв. ск), 1165 кап (36 гв. ск), 226, 316 орадн ОМ, 21 иптабр, 551 иптап, 545 минп, 2 зенад (1069, 1086, 1113, 1117 зенап), 1280 зенап, 43 гв. ттбр, 76 гв. ттп — 9 шисбр, 66 исбр 11, 519, 43 ооб, 174 орро |

при авиационной поддержке 3-й воздушной армии (генерал-полковник авиации Николай Филиппович Папивин) силами частей и соединений:
| - 11-й истребительный авиационный корпус: - 5-я гвардейская истребительная авиационная дивизия; - 190-я истребительная авиационная дивизия; - 3-я гвардейская бомбардировочная авиационная дивизия; - 326-я бомбардировочная авиационная дивизия; - 314-я ночная бомбардировочная авиационная дивизия; - 211-я штурмовая авиационная дивизия; - 335-я штурмовая авиационная дивизия; - 259-я истребительная авиационная дивизия; - 6-й гвардейский штурмовой авиационный полк; - 11-й отдельный разведывательный авиационный полк; - 206-й отдельный корректировочный разведывательный авиационный полк; - 87-й санитарный авиационный полк; - 763-й транспортный авиационный полк; - 399-й авиационный пол связи. |

3-й Белорусский фронт:
| - 2-я гвардейская армия (гвардии генерал-лейтенант Чанчибадзе П. Г.): - 11-й гвардейский стрелковый корпус: - 2-я гвардейская стрелковая дивизия; - 3-я гвардейская стрелковая дивизия; - 32-я гвардейская стрелковая дивизия; - 60-й стрелковый корпус: - 154-я гвардейская стрелковая дивизия; - 251-я гвардейская стрелковая дивизия; - 334-я гвардейская стрелковая дивизия; - отдельные части армии: 150 пабр, 113 гв. иптап, 483 минп, 1530 зенап, 1490 сап, 30 исбр; |

| - 3-я армия (генерал-полковник Горбатов А. В.): - 35-й стрелковый корпус: - 250-я стрелковая дивизия; - 290-я стрелковая дивизия; - 348-я стрелковая дивизия; - 40-й стрелковый корпус: - 5-я стрелковая дивизия; - 129-я стрелковая дивизия; - 169-я стрелковая дивизия; - 41-й стрелковый корпус: - 120-я гвардейская стрелковая дивизия; - 269-я стрелковая дивизия; - 283-я гвардейская стрелковая дивизия; - 124-й стрелковый корпус: - 216-я гвардейская стрелковая дивизия; - 51-я стрелковая дивизия; - 208-я стрелковая дивизия; - отдельные части армии: 44 пабр, 570 кап, 56 гап, 584 иптап, 29 тминбр, 475 минп, 42 и 100 гв. мп, 34 зенад (1379, 1383, 1389, 1395 зенап), 1284 зенап, 66 и 260 гв. ттп, 340 гв. тсап, 1050, 1294, 1812, 1888, 1901 сап, 10 исбр 141, 207 орро; |

| - 5-я армия (генерал-полковник Крылов Н. И.): (157, 159, 184 сд), 65 ск (97, 144, 371 сд), 72 ск (63, 215, 277 сд), 3 гв. адп (7 гв. лабр, 22 гв. пабр, 8 гв. габр, 99 тгабр, 107 габр БМ, 43 минбр), 4 гв. тпад (11, 13 и 14 гв. пабр, 7 гв. орадн), 15 гв. пабр, 16 гв. иптабр, 696 иптап, 283 минп, 74 и 95 гв. мп, 48 зенад (231 гв., 1277, 1278, 2011 зенап), 726 зенап, 120 тбр, 81 и 82 гв. ттп, 253 инж. тп (4 шисбр), 373 и 395 гв. тсап, 953, 954, 958 сап, 6 одн брп, 4 шисбр, 63 исбр 18, 33 ооб |

| - 28-я армия (генерал-лейтенант Лучинский А. А.: 3 гв. ск (50, 54, 96 гв. сд), 20 ск (48 и 55 гв., 20 сд), 128 ск (61, 130, 152 сд), 10 адп (33 гв. лабр, 154 пабр, 162 габр, 158 тгабр, 117 габр БМ), 12 гв. пабр (4 гв. тпад), 157 пабр, 833 орадн, 530 иптап, 133 гв. минп, 7 гв. мд (9, 11 и 24 гв. мбр), 307 и 317 гв. мп, 33 зенад (1378, 1710, 1715, 1718 зенап), 607 зенап, 20 овпдаан, 2 гв., 213 тбр, 75 и 77 гв. ттп,148 инж. отп (2 гв. мшисбр), 343 гв. тсап, 22 одн брп, 36 исбр 185, 186 рро |

| - 31-я армия (генерал-лейтенант Шафранов, Пётр Григорьевич): 44 ск (62, 174, 220 сд), 71 ск (54, 88, 331 сд), 140 пабр, 529 иптап, 549 минп, 1478 зенап, 337 гв. тсап, 926, 959 сап, 52 одн брп, 31 исбр 13, 14, 15 ооб; |

| - 48-я армия (генерал-лейтенант Гусев, Николай Иванович): 29 ск (73, 102, 194, 217 сд), 42 ск (137, 170 сд), 53 ск (17, 96, 399 сд), 152 УР, 15 адп (206 лабр, 31 гв., 35 габр, 85 тгабр, 106 габр БМ, 18 минбр), 68 пабр, 392 кап, 5, 13 иптабр, 220 гв. иптап, 479 минп, 6 и 84 гв. мп, 66 зенад (1981, 1985, 1989,1993 зенап), 461 зенап, 23 гв. тбр, 881, 1199, 1902 сап, 57 исбр, 8 пмбр 142 орро, |

при авиационной поддержке 1-й воздушной армии (генерал-полковник авиации Тимофей Тимофеевич Хрюкин) силами частей и соединений:
| - 129-я истребительная авиационная дивизия, - 130-я истребительная авиационная дивизия, - 240-я истребительная авиационная дивизия, - 303-я истребительная авиационная дивизия, - 330-я истребительная авиационная дивизия, - 6-я гвардейская бомбардировочная авиационная дивизия; - 276-я бомбардировочная авиационная дивизия, - 213-я ночная бомбардировочная авиационная дивизия, - 1-я гвардейская штурмовая авиационная дивизия, - 182-я штурмовая авиационная дивизия, - 277-я штурмовая авиационная дивизия, - 311-я штурмовая авиационная дивизия, - 10-й отдельный разведывательный авиационный полк, - 90-й отдельный разведывательный авиационный полк, - 406-й ночной бомбардировочный авиационный полк, - 117-й корректировочный разведывательный авиационный полк, - 151-й корректировочный разведывательный авиационный полк, - 142-й транспортный авиационный полк, - 1-й санитарный авиационный полк, - 354-й авиационный пол связи, - 1-й французский истребительный авиационный полк «Нормандия». |

Со стороны моря поддержку наступающим войскам оказывал Балтийский флот.

## Ход операции
Немецкие войска, опираясь на заранее подготовленные к обороне опорные пункты, узлы дорог, высоты и лесные участки позиции, оказывают ожесточенное сопротивление наступающим войскам 3-го Белорусского фронта, имея организованную систему огня. Наступающие войска постоянно подвергаются контратакам частей 4-й армии Вермахта.
Перейдя в наступление 13 марта, войска 3-го Белорусского фронта и 11-я гвардейская армия Земландской группы войск при поддержке авиации 1-й и 3-й воздушных армий нанесли сокрушительное поражения войскам 4-й армии Вермахта, освободив сотни населенных пунктов. Остатки 4-й армии вынуждены были отступить на Пиллаусский полуостров, а остатки 6-го армейского корпуса, разбитого в районе Хейлигенбейля, отступили на косу Фрише-Нерунг.

## Итоги операции
Войска 3-го Белорусского фронта ликвидировали восточно-прусскую группировку юго-западнее города Кенигсберг и вышли к заливу Фриш-Гаф на фронте Бранденбург, Хайде, Розенберг, Фрауенбург.
Войска 4-й армии потерпели серьезное поражение. Остатки частей армии отступили на Пиллаусский полуостров: 55-й армейский корпус (50-я, 83-я и 170-я пехотные и 13-я зенитная дивизии). На косу Фрише-Нерунг отступили остатки 6-го армейского корпуса, разбитого в районе Хейлигенбейля.
Освобождены города:
- Ландсберг (Гурово-Илавецке, 2 февраля 1945 г.);
- Вормдитт (Орнета, 15 февраля 1945 г.);
- Мельзак (Пененжно, 17 февраля 1945 г.);
- Людвигсорт (Ладушкин, 18 марта 1945 г.);
- Браунсберг (Бранево, 20 марта 1945 г.);
- Хайлигенба́йль (Мамоново, 25 марта 1945 г.).

### Объявлены благодарности Верховного Главнокомандующего
- За овладение городами Вормдитт и Мельзак[2] объявлена благодарность и в Москве дан салют 20 артиллерийскими залпами из 224 орудий:
  - 3-я армия — 35 ск (генерал-майор Никитин Николай Александрович) в составе: 290 сд (полковник Вязниковцев Николай Александрович), 348 сд (полковник Греков Михаил Андреевич); часть сил 452 УР (полковник Соболев Михаил Иванович); часть сил 9 гв. минбр (полковник Коротун Михаил Назарович) 7 гв. минд (генерал-майор арт. Карсанов Казбек Дрисович); часть сил 44 апабр (полковник Айрапетов Рафаэль Антонович), часть сил 47 иптабр (полковник Маргулис Давид Львович), часть сил 29 тминбр (полковник Попов Михаил Николаевич).
  - 1-я воздушная армия — 129 иад (полковник Егоров Алексей Степанович), часть сил 1 гв. шад (полковник Прутков Степан Дмитриевич), 277 шад (полковник Хатминский Фёдор Семёнович), 6 гв. бад (полковник Чучев Григорий Алексеевич), 213 нбад (генерал-майор авиации Молоков Василий Сергеевич).
- За овладение городом Браунсберг[3] объявлена благодарность и в Москве дан салют 12 артиллерийскими залпами из 124 орудий:
  - 48-й армия — 29 ск (генерал-лейтенант Фоканов, Яков Степанович) в составе: 73 сд (полковник Пашков Илья Михайлович), 217 сд (полковник Григорьян Григорий Аркадьевич); 53 ск (генерал-майор Гарцев, Иван Алексеевич) в составе: 17 сд (полковник Гребнев Андрей Феоктистович), 194 сд (генерал-майор Опякин Павел Прокофьевич); 5 иптабр (майор Беркутов Пётр Георгиевич), часть сил 13 иптабр (полковник Килеев Иван Иванович), часть сил 68 апабр (полковник Травкин Захар Георгиевич).
  - 1-я воздушная армия — часть сил 334 бад (полковник Скок Иван Потапович).
- Войскам, участвовавшим в овладении городом Хайлигенба́йль — последним опорным пунктом обороны немцев на побережье залива Фриш-Гаф, юго-западнее Кенигсберга, приказом ВГК от 25 марта 1945 г.[4] объявлена благодарность и в Москве дан салют 12 артиллерийскими залпами из 124 орудий:
  - 3-я армия — 35 ск (генерал-майор Никитин, Николай Александрович) в составе: 250 сд (полковник Абилов Махмуд Абдул-Рза), 290 сд (полковник Вязниковцев Николай Александрович), 348 сд (полковник Греков Михаил Андреевич); 40 ск (генерал-лейтенант Кузнецов, Владимир Степанович) в составе: 5 сд (генерал-майор Михалицин Пётр Тихонович), 129 сд (полковник Романенко Яков Артемьевич), 169 сд (генерал-майор Веревкин Фёдор Андреевич); 41 ск (генерал-лейтенант Урбанович, Виктор Казимирович) в составе: 269 сд (полковник Кривенцов Михаил Кузьмич), 283 сд (генерал-майор Коновалов Василий Андреевич); 23 тбр (полковник Кузнецов Семён Васильевич), 1888 сап (майор Ведехин Пётр Никифорович).
  - 28-я армия — 128 ск (генерал-майор Батицкий, Павел Фёдорович) в составе: 61 сд (полковник Шацков Андрей Георгиевич), 152 сд (полковник Рыбалка Григорий Леонтьевич), 343 гв. тсап (полковник Куликов Андрей Кириллович).
  - 31-я армия- 44 ск (генерал-майор Клешнин, Михаил Никитич) в составе: 62 сд (полковник Левин Семён Самуилович), 174 сд (полковник Демин Никита Иванович), 220 сд (полковник Хаустович Пётр Сельверстович); 71 ск (генерал-майор Князьков, Сергей Алексеевич) в составе: 54 сд (полковник Буланов Гавриил Алексеевич), 88 сд (генерал-майор Самохвалов Никита Сергеевич), 331 сд (генерал-майор Берестов Пётр Филиппович); 2 гв. тбр (полковник Белик Пётр Алексеевич), 345 гв. тсап (полковник Лобанов Иван Емельянович), 926 сап (подполковник Хухрин Александр Никитович), 959 сап (майор Котляров Тимофей Борисович); 140 апабр (полковник Федотов Сергей Федотович)
  - 1-я воздушная армия — 6 гв. бад (полковник Чучев Григорий Алексеевич), 276 бад (генерал-майор авиации Нечипоренко Степан Игнатьевич); 1 гв. шад (полковник Прутков Степан Дмитриевич), 277 шад (полковник Хатминский Фёдор Семёнович); 129 иад (подполковник Сажнев Фёдор Иосифович), 240 иад (полковник Зимин Георгий Васильевич), 303 иад (генерал-майор авиации Захаров Георгий Нефедович).

## Воины, удостоенные наград за операцию
- Павлов Иван Фомич, гвардии капитан, командир авиационной эскадрильи 6-го гвардейского штурмового авиационного полка (3-я воздушная армия, 1-й Прибалтийский фронт), удостоен звания дважды Героя Советского Союза. Золотая Звезда № 4178[5].
- Андреев Пётр Кузьмич, старший лейтенант, заместитель командира эскадрильи 683-го штурмового авиационного полка 335-й штурмовой авиационной дивизии 3-й воздушной армии Указом Президиума Верховного Совета СССР от 29 июня 1945 года за образцовое выполнение заданий командования и проявленные при штурмовых действиях мужество и героизм удостоен звания Героя Советского Союза с вручением ордена Ленина и медали «Золотая Звезда». Золотая Звезда № 6941[5].
- Асадчих Борис Емельянович, гвардии капитан, командир авиаэскадрильи 136-го гвардейского штурмового авиационного полка (1-я гвардейская штурмовая авиационная дивизия, 1-я воздушная армия, 3-й Белорусский фронт) за мужество и героизм, проявленные в боях с немецко-фашистскими захватчиками, Указом Президиума Верховного Совета СССР от 29 июня 1945 года удостоен звания Героя Советского Союза с вручением ордена Ленина и медали «Золотая Звезда». Золотая Звезда № 6343[5].
- Барыков Геннадий Иванович, старший сержант, командир орудия батареи 76-мм пушек 753-го стрелкового полка (192-я стрелковая дивизия, 113-й стрелковый корпус, 39-я армия, 3-й Белорусский фронт), удостоен звания Героя Советского Союза с вручением ордена Ленина и медали «Золотая Звезда». Золотая Звезда № 8856[5].
- Ковалёв Николай Кузьмич, гвардии подполковник, командир 1126-го стрелкового полка 334-й стрелковой дивизии 2-й гвардейской армии 3-го Белорусского фронта, Указом Президиума Верховного Совета СССР от 29 июня 1945 года за образцовое выполнение боевых заданий командования на фронте борьбы с немецкими захватчиками и проявленные при этом отвагу и геройство удостоен звания Героя Советского Союза. Посмертно.[5]
- Корсун Николай Нестерович, гвардии старший лейтенант, командир эскадрона 58-го гвардейского кавалерийского полка 16-й гвардейской Черниговской кавалерийской дивизии, сформированной в декабре 1941 года в городе Уфе, как 112-я Башкирская кавалерийская дивизия, 7-го гвардейского кавалерийского корпуса 1-го Белорусского фронта, Указом Президиума Верховного Совета СССР от 31 мая 1945 года за образцовое выполнение боевого задания командования в борьбе с немецко-фашистскими захватчиками и проявленные при этом мужество и героизм удостоен звания Героя Советского Союза с вручением ордена Ленина и медали «Золотая Звезда». Золотая Звезда № 6452[5].
- Лагутенко Иван Никитович, майор, заместитель командира 68-го гвардейского истребительного авиаполка 5-й гвардейской истребительной авиадивизии 11-го истребительного авиакорпуса 3-й воздушной армии 3-го Белорусского фронта Указом Президиума Верховного Совета СССР от 18 августа 1945 года удостоен звания Героя Советского Союза с вручением ордена Ленина и медали «Золотая Звезда»[5].
- Платонов Николай Евтихиевич, лейтенант, командир звена 826-го штурмового авиационного полка 335-й штурмовой авиационной дивизии 3-й воздушной армии 3-го Белорусского фронта, Указом Президиума Верховного Совета СССР от 18 августа 1945 года за образцовое выполнение боевых заданий командования на фронте борьбы с немецко-фашистскими захватчиками и проявленные при этом мужество и героизм удостоен звания Героя Советского Союза с вручением ордена Ленина и медали «Золотая Звезда». Золотая Звезда № 8588[5].
- Полагушин Николай Иванович, гвардии капитан, командир эскадрильи 15-го гвардейского штурмового авиационного Невского Краснознамённого полка (277-я штурмовая авиационная дивизия, 1-я воздушная армия, 3-й Белорусский фронт), Указом Президиума Верховного Совета СССР от 19 апреля 1945 года удостоен звания Героя Советского Союза. Золотая Звезда № 6120[5].
- Путилин Михаил Тихонович, гвардии майор, командир эскадрильи 74-го гвардейского штурмового авиационного Сталинградского Краснознаменного полка (1-я гвардейская штурмовая авиационная Сталинградская Краснознаменная орденов Суворова и Кутузова дивизия, 1-я воздушная армия, 3-й Белорусский фронт), Указом Президиума Верховного Совета СССР от 29 июня 1945 года за мужество и героизм, проявленные при нанесении штурмовых ударов по врагу удостоен звания Героя Советского Союза с вручением ордена Ленина и медали «Золотая Звезда». Золотая Звезда № 6121[5].
- Силантьев Николай Андреевич, красноармеец, командир отделения, парторг роты 1124-го стрелкового полка 334-й Витебской стрелковой дивизии 2-й гвардейской армии 3-го Белорусского фронта, Указом Президиума Верховного Совета СССР от 19 апреля 1945 года за образцовое выполнение боевых заданий командования на фронте борьбы с немецко-фашистскими захватчиками и проявленные при этом мужество и героизм удостоен звания Героя Советского Союза с вручением ордена Ленина и медали «Золотая Звезда». Золотая Звезда № 6178[5].
- Удовиченко Иван Максимович, гвардии старший лейтенант, заместитель командира эскадрильи 75-го гвардейского штурмового авиационного Сталинградского Краснознаменного полка (1-я гвардейская штурмовая авиационная Сталинградская Краснознаменная орденов Суворова и Кутузова дивизия, 1-я воздушная армия, 3-й Белорусский фронт), Указом Президиума Верховного Совета СССР от 19 апреля 1945 года за мужество и героизм, проявленные при нанесении штурмовых ударов по врагу удостоен звания Героя Советского Союза. Посмертно[5].
- Ущев Борис Петрович, капитан-лейтенант, командир 2-го отряда торпедных катеров 1-го гвардейского дивизиона торпедных катеров бригады торпедных катеров Краснознамённого Балтийского флота, Указом Президиума Верховного Совета СССР от 22 июля 1944 года за мужество и героизм, проявленные в борьбе с немецко-фашистскими захватчиками удостоен звания Героя Советского Союза с вручением ордена Ленина и медали «Золотая Звезда». Золотая Звезда № 4019[5].
- Халецкий Алексей Фёдорович, младший сержант, командир орудия 997-го стрелкового полка 263-й стрелковой Сивашской дивизии 43-й армии 3-го Белорусского фронта, Указом Президиума Верховного Совета СССР от 19 апреля 1945 года за образцовое выполнение боевых заданий командования на фронте борьбы с немецко-фашистскими захватчиками и проявленные при этом мужество и героизм удостоен звания Героя Советского Союза. Золотая Звезда № 6259[5].
- Черненко Пётр Степанович, гвардии капитан, командир роты 142-го гвардейского стрелкового ордена Александра Невского полка 5-й стрелковой Орловской дивизии 3-й армии 3-го Белорусского фронта, Указом Президиума Верховного Совета СССР от 19 апреля 1945 года за прорыв ротой сильно укрепленной обороны противника в районе города Хайлигенбайль, выход в тыл врага и проявленные при этом мужество и героизм удостоен звания Героя Советского Союза. Золотая Звезда № 6383[5].
- Шафранов Пётр Григорьевич, генерал-лейтенант, командующий 31-й армии 3-го Белорусского фронта, Указом Президиума Верховного Совета СССР от 19 апреля 1945 года за образцовое выполнение боевых заданий командования на фронте борьбы с немецко-фашистскими захватчиками и проявленные при этом отвагу и геройство удостоен звания Героя Советского Союза. Золотая Звезда № 7418[5].